# Noble-Gletscher
Der Noble-Gletscher ist ein kleiner Gletscher an der Südküste von King George Island im Archipel der Südlichen Shetlandinseln. Er liegt unmittelbar nördlich des Flagstaff-Gletschers auf der Ostseite der Keller-Halbinsel.
Das UK Antarctic Place-Names Committee benannte ihn 1960 nach dem britischen Glaziologen Hugh MacAskill Noble (* 1934) vom Falkland Islands Dependencies Survey, der 1957 an der Admiralty Bay stationiert war und Untersuchungen des Flagstaff- und des benachbarten Stenhouse-Gletschers unternommen hatte.